# アメリカ合衆国旅券
アメリカ合衆国旅券（アメリカがっしゅうこくりょけん）は、アメリカ合衆国の市民および国民に対して米国国務省が発行する旅券（パスポート）である。パスポート（冊子）の他に、パスポートカードが国務省から同じ条件で発行されている。米国市民および国民が、有効な米国パスポートまたは西半球渡航イニシアチブに準拠した代替書類を持たずに米国に入出国することは違法である。だが、多くの例外があり、パスポートを持たずに帰国する米国市民には一般的に免除が認められ、また、出国要件は強制されない。
パスポートは、国際民間航空機関（ICAO）の推奨基準（サイズ、構成、レイアウト、技術など）に準拠している。5種類用意されており、また、国務省は2007年8月からバイオメトリック・パスポートのみを標準で発行している。米国パスポートは米国の財産であり、要求があれば合衆国政府に返還しなければならない。
法律により、有効で期限の切れていない米国パスポート（またはパスポートカード）は、米国市民であることを（単なる一応の証明ではなく）決定的に証明するものであり、米国市民に法律で認められた期間発行されたものであれば、帰化証明書や市民権証明書と同等の効力を持つ。米国法は、米国市民が他国のパスポートを所持することを禁止していないが、米国への出入国には米国のパスポートを使用することが義務付けられている。

## 歴史

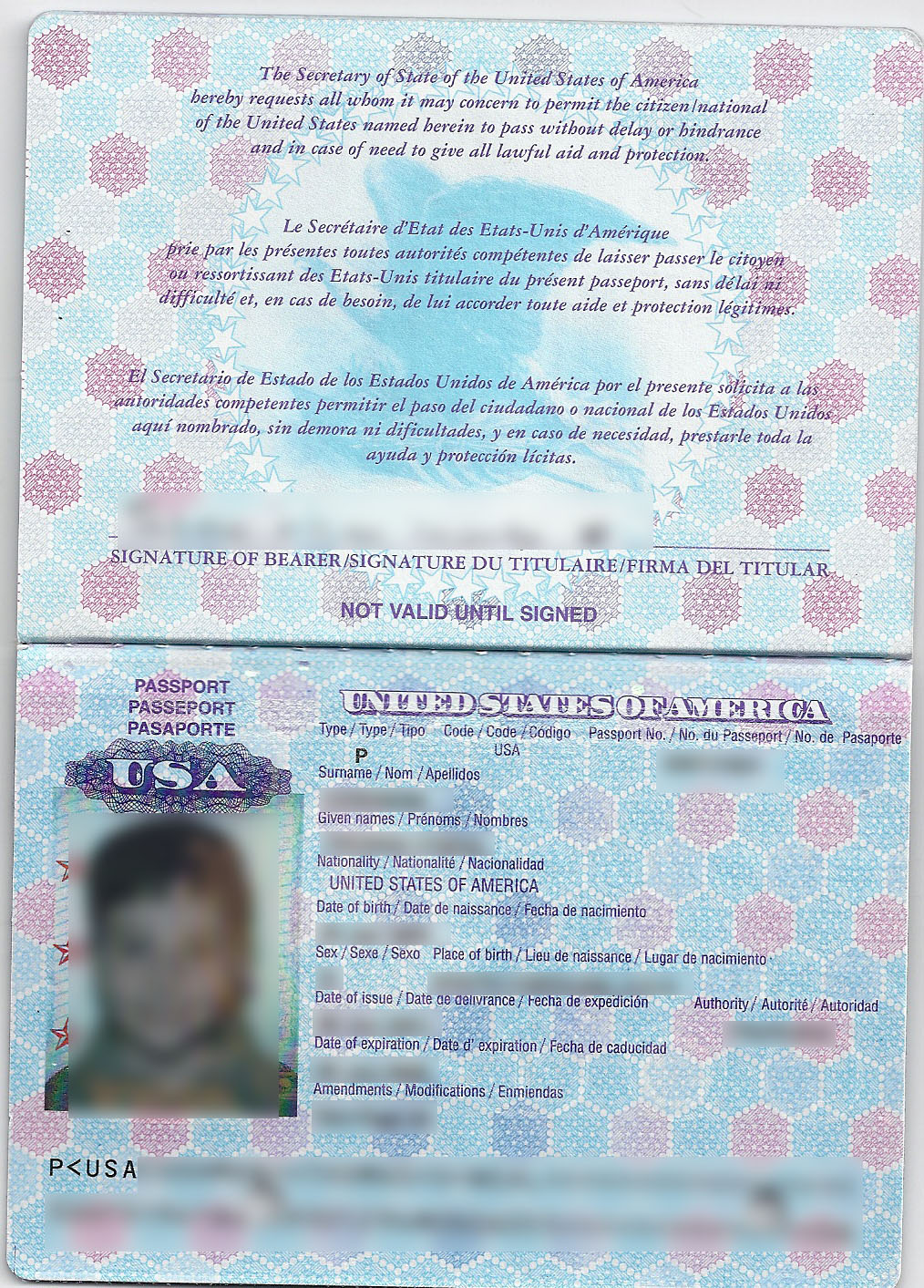
バイオメトリック・パスポートではない米国のパスポート（2007年以前）の個人情報ページ

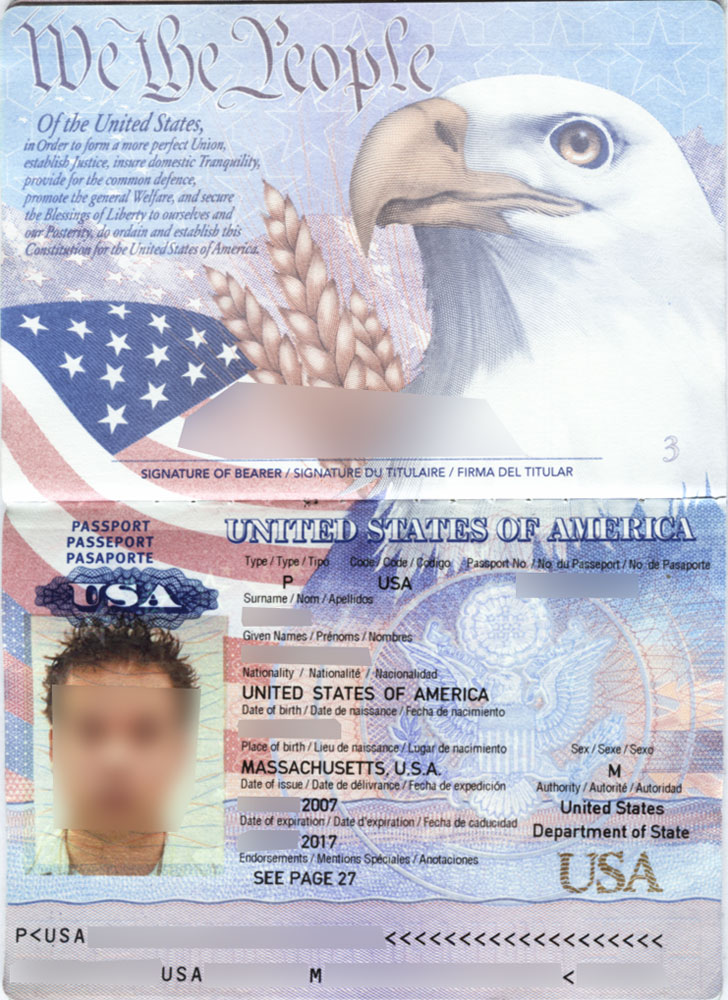
バイオメトリック・パスポートの個人情報ページ（2007 - 2021）

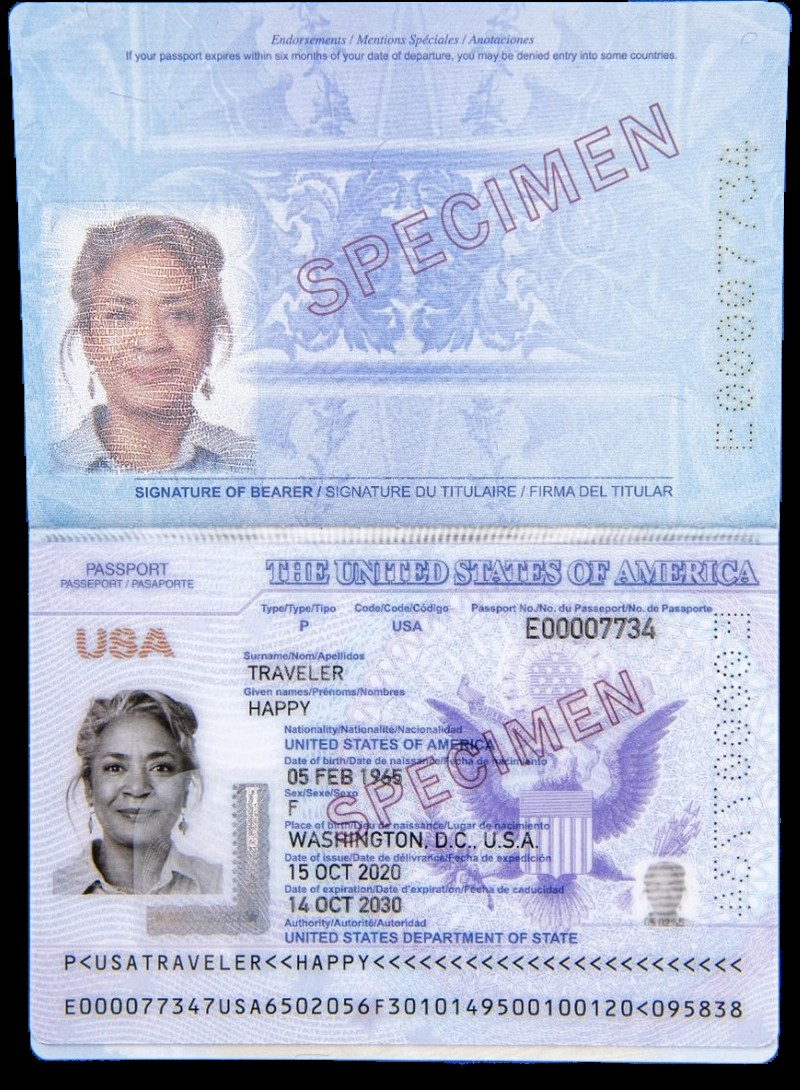
顔写真ページにプラスチック基材を用いた、次世代パスポート（2021 - 現在）

アメリカの領事は、独立戦争中（1775年 - 1783年）に13州の市民にパスポートを発行した。パスポートは片面印刷の紙で、所有者の情報が記載されており、有効期間は3ヶ月から6ヶ月とされた。駐仏公使のベンジャミン・フランクリンは、フランスのパスポートのデザインを参考にして発行した。
1776年から1783年までは、どの州政府もパスポートを要求しておらず、連合規約（1783年～1789年）にはパスポートを定義する必要性がなかった。
戦時中の外務省もパスポートを発行していたが、連合会議（1783年～1789年）に引き継がれた同省はパスポートの発行を続けた。1789年7月、憲法に基づいて設立された連邦政府によって外務局が引き継がれ、9月、省名が国務省に変更された。外交を扱い、パスポートを発行するこの部署は、19世紀半ばまで様々な国内業務を行っていた。
その後数十年間、パスポートは国務省だけでなく、州や市、公証人によっても発行された。たとえば、マサチューセッツ州民のジョージ・バーカーが自由黒人として南部の奴隷州にいる親戚を訪ねるため旅行することを許可する目的で、1815年付の内国旅券が発行された。国務省以外のアメリカ当局が発行したパスポートは、妥当性を欠いており、海外に混乱をもたらした。結果、ヨーロッパの一部の国では、国務省が発行したものではないパスポートは、アメリカの領事が裏書きをしない限り認められなかった。この問題を受け、1856年に議会は国務省にパスポート発行の独占的な権限を与えた。
1789年から1941年末まで、連邦政府が国民にパスポートを要求したのは、南北戦争（1861年 - 1865年）と、第一次世界大戦（1914年 - 1918年）の間のみであった。南北戦争時代のパスポート要求は、法的根拠を持たなかった。第一次世界大戦（1914 - 1918）で、ヨーロッパ諸国がパスポート要件を制定した。1918年5月22日の旅行管理法では、米国が戦争状態にある場合、大統領がパスポートの必要性を宣言することを認めており、ウィルソン大統領は1918年8月18日にその宣言を行った。第一次世界大戦は1918年11月11日に終結したが、宣言の効果はウィルソン政権が終了した1921年3月3日まで残った。
ヨーロッパでは、ナポレオン戦争（1815年）の終結から第一次世界大戦（1914年）の勃発までの間の長期間の平和と、鉄道道路の発達により、多くの人々が海外旅行をするようになった。帝政ロシアやオスマン帝国などではパスポートが必要であり。第一次世界大戦後も、ヨーロッパの多くの国がパスポートを必要とした。外国のパスポート要件は、1921年から1941年の間に米国の法律に基づいて出国する米国人にパスポート要件がなかったことを覆した。
1941年11月29日、アメリカの法律で、初めてアメリカ人にパスポートが必要とされた。1952年に制定された移民国籍法の1978年の改正により、平時であっても、発行されたパスポートを持たずに米国に入出国することは違法となった。
パスポートが必要とされていなかった時代でも、アメリカ人はパスポートを要求していた。国務省の記録によると、1810年から1873年の間に130,360冊のパスポートが発行され、1877年から1909年の間に369,844冊、1912年から1925年の間に1,184,085冊以上のパスポートが発行された。それらのパスポートの中には、家族用のパスポートや団体用のパスポートもあった。パスポートの申請には、妻、子供、一人または複数の使用人、男性の保護下で旅行する女性など、さまざまな対象が含まれていた。パスポートはその男性に発行された。同様に、パスポート申請書は、母親と一緒に旅行する子供を対象とすることができ、その場合パスポートは母親に発行された。パスポートを持たずに旅行したアメリカ人の数は不明である。
国際連盟は、1920年、1926年、1927年に「パスポートに関する国際会議」を開催した。1920年の会議では、パスポートの構成や特徴についてのガイドラインが発表された。これらのガイドラインは、現代のパスポートを形成するための土台となった。ガイドラインの1つは、後述するアメリカのタイプIIIのような32ページのパスポート・ブックレットについてで、もうひとつのガイドラインは、パスポートの言語についてであった。1963年に国際連合で開催された「旅行と観光に関する国際会議」では、パスポートの標準化は実現しなかった。パスポートの標準化は1980年に国際民間航空機関の主導で初めて実現した。
パスポートのデザインと内容は、時代とともに変化してきた。第一次世界大戦以前のパスポートは、大きな（28cm × 43cm）卒業証書のようなもので、上部には国務省の大きな刻印があり、下部には赤い蝋で繰り返され、左には所持者の説明と署名があり、右には「妻同伴」などの情報を記入するスペースの上に名前があり、すべてが華麗なフォントで記載されていた。1926年、国務省はタイプIIIのパスポートを導入した。これは硬い赤い表紙で、パスポート番号が見えるように窓が開けられていた。このタイプのパスポートは32ページであった。アメリカのパスポートは、1941年から1976年まで緑色の表紙だったが、1975年から1977年のアメリカ建国200年祭の一環として青色の表紙に変更され、その後1993年まで青色だった。1993年4月から1994年3月まで再び緑色の表紙が発行され、米国領事サービス200周年を記念してベンジャミン・フランクリンへの特別なオマージュが含まれていた。1994年3月以降は、米国の州印が描かれた青いパスポートが再発行され、2007年には、米国の風景や米国の歴史上重要な場所や物を示す画像が導入された。
当初、米国のパスポートは発行から2年を有効期限として発行されていたが、1950年代から、所有者の申請によりパスポートにスタンプを押すことで、再発行せずに有効期限を延長することができるようになった。2021年現在、有効期限の延長(更新)は、新しいパスポートを発行することでしか行うことができず、スタンプを押して延長することはできない。その後の数十年で、成人申請者の有効期限は発行日から3年、5年、そして最終的には10年へと徐々に延長された。
1981年、米国は世界で初めて機械読み取り式のパスポートを導入した。2000年、国務省はデジタル写真付きのパスポートの発行を開始した。2005年末、国務省が外交官などを対象に生体認証パスポートの発行を開始し
、その後、2006年に一般人にもバイオメトリック・パスポートが発行された。2007年8月からは、RFIDチップを搭載したバイオメトリック・パスポートのみを発行している。
米国は、イギリス、カナダ、ニュージーランド、オーストラリアのパスポート発行機関が協力している国際フォーラムであるファイブネイションズパスポートグループに参加しており、パスポートの方針、製品の開発に関連するベストプラクティスの共有と技術革新の議論」を行っている。
国務省は、次世代のパスポートを導入する予定で、このパスポートには、ポリカーボネート・コーティングで保護された情報ページにデータ・チップが埋め込まれる。これは、冊子が濡れたり曲がったりするのを防ぐのに役立ち、万一パスポートが盗まれても、チップによって窃盗犯が個人情報を盗んだり身分を偽造するのを防ぐことができる。これは、アートワークのアップグレード、透かしなどの新しいセキュリティ機能、触覚機能、より多くの光学的可変インクなど、次世代パスポートを構成するいくつかの要素のうちの1つであり、ページ上の一部のデザインが浮き上がり、見る角度によってインクの色が異なって見えるようにもなる。

## 管理
パスポートを発行する権限は、1926年のパスポート法によって国務長官に与えられており、アメリカ合衆国大統領が規定する規則に従う。国務省はこのようなパスポートに関する規則を発行しており、パスポート、パスポート免除、渡航文書の発行に関する国務省の内部方針は「外務マニュアル」に記載されている。
国務省の領事局の一部門であるパスポート・サービスは、パスポートの発行に責任を負っている。同局は、一般市民に開放された26の地域パスポート機関を運営しており、アーカンソー、アトランタ、ボストン、バッファロー、シカゴ、コロラド、コネチカット、ダラス、デトロイト、エルパソ、ホノルル、ヒューストン、ロサンゼルス、マイアミ、ミネアポリス、ニューハンプシャー、ニューオーリンズ、ニューヨーク市、フィラデルフィア、サンディエゴ、サンフランシスコ、サンフアン、シアトル、ツーソン、バーモント、ワシントンD.C.にある。 また、一般向けではない特別発給機関が、チャールストンと、ワシントンD.C.にある。ここでは、米国政府職員、高級官僚、平和部隊のボランティアのために、公用、外交、および無手数料の米国パスポートを発行している。
パスポート・サービスによって指定された約9,000のパスポート受付施設があり、そこでは通常のパスポート申請を行うことができる。これらの施設には、米国裁判所、州裁判所、郵便局、公共図書館、郡事務所、市事務所などがある。2020年、国務省は11,711,945枚（1,741,527枚のパスポートカードを含む）を発行し、143,116,633枚の有効な米国パスポートが流通した。米国のパスポート所持率は、2017年時点で人口の約42％だった。

## 制限
外交上の理由から、パスポートの使用が制限されることがある。1939年9月、コーデル・ハル国務長官は、第二次世界大戦の勃発により、米国の中立性を維持するため未発給のパスポートおよびそれ以降に発行されたパスポートは、国務省による特定の許可なしにヨーロッパへの旅行に使用することはできず、許可の期限は6ヶ月を超えてはならないと宣言する規則を発行した。同様の制限は、連邦官報で通知された場合には今でも発動することができ、2017年にも通知が出され、パスポートは「北朝鮮への旅行、北朝鮮での旅行、北朝鮮を経由した旅行には、そのような旅行のための特別な許可がない限り無効である」とされている。
Haig v. Agee事件の判決で確認されたように、行政はいつでも外交政策や国家安全保障上の理由で、また規則で定められたその他の理由で、パスポートの発行を拒否または取り消すことができる。これを実施した例として、1948年に、共産主義者のフロント組織であるアテナイの民主主義のためのアメリカ協議会のオブザーバーとして会議に出席するため、パリに行こうとしていた米国代表のレオ・アイザクソンのパスポートを、同団体がギリシャ内戦でギリシャ政府に反対する役割を果たしていたとして拒否したものがある。
パスポートの拒否や失効は、有効なパスポートの使用を妨げるものではない。パスポートを物理的に失効させることは困難であり、失効されたとしても、見かけ上有効なパスポートは、警察や裁判所によって正式に取り上げられるまで旅行に使用することができる。
米国市民が、有効なパスポートまたは西半球渡航イニシアチブに準拠した代替書類を持たず、あるいはその提示の免除等を受けずに米国に入国または出国することは違法である。
ただし、有効なパスポートがない（失効を含むいかなる理由であれ）ことで、違法であっても米国市民が米国を出国できなくなったり、米国への入国が認められなくなったりすることはない。これは米国が市民的及び政治的権利に関する国際規約の加盟国であり、同規約が加盟国の住民に自国への出入国に関する広範な権利を保証していること、下級連邦裁判所が、「政府は、国境を越えている国民に対して、再入国が犯罪であると言うことはできない。このことは、その国民がパスポートを持っているか否かにかかわらず、また、その出国の際の行為がいかに不当であったとしても、健全な原則であると結論づける」と述べたこと、Nguyen v. INS事件の判決において、最高裁判所が、米国市民は「国境を通過する絶対的な権利を有する」と述べたことなどに由来する。しかし、アメリカ合衆国税関・国境警備局が身元および市民権の状況を確認しようとする間、これらの旅行者の渡航が遅れる可能性などはある。
米国では出国時に出入国管理を行わないため、米国を出国しようとする人は、目的地の国への入国権を認める有効な書類があればよい。
米国市民および国民の米国内および国境を越えた旅行は、通常ノーフライリストなどのパスポート以外の手段によって管理されている。

## 発行要件

### 市民
米国のパスポートは、米国に永久的な忠誠を誓っている者、つまり米国の市民および非市民の国民にのみ発行される。
アメリカ合衆国憲法修正第14条では、「アメリカ合衆国で生まれ、あるいは帰化した者、およびその司法権に属することになった者全ては、アメリカ合衆国の市民であり...」と規定されており、この規定では、「アメリカ合衆国」を50州とコロンビア特別区のみを指しているが、厳密には、グアノ島法により編入された領土であるパルミラ環礁も含まれている。
議会法により、プエルトリコ、アメリカ領バージン諸島、グアム、北マリアナ諸島で生まれた者は、生まれながらにして米国市民となる。また、パナマ運河地帯で生まれ、父または母またはその両方が市民であった者は、生まれながらにして米国市民となる。その他の議会法でも、海外で生まれた人の市民権取得について規定している。

### 非市民権所持者

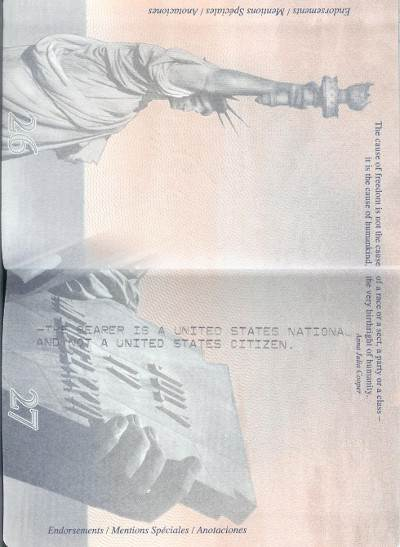
アメリカ領サモア出身者のパスポートに記載されている、所有者がアメリカの国民であり、市民ではないことを示す裏書き。

すべての市民権所持者は、米国の国民であるが、すべての米国の国民が、市民権所持者ということではない。現在、アメリカ領サモア（スウェインズ島を含む）で生まれた者が、市民権を持たない唯一の米国国民となっている。アメリカ領サモアは非自治的領域であるという理由から、他の米国領土とは異なり、アメリカ領サモア出身者に米国市民権を付与する議会法が、まだ成立していない。そのため、アメリカ領サモアで生まれた者は生まれながらにして自動的に米国市民権を与えられない。その他の歴史的な非市民権所持者の米国人には、旧米国領の人々や、現在の領土で生まれた者に市民権を与える議会法が制定される前の期間の人々などがいる。

#### 非市民権所持者の国籍証明の代わりとなるパスポート
国務省で発行可能な、非市民権所持者の国籍証明書の役割を果たせるものはほとんどない。国籍証明ができる証明書を発行するにはコストがかかり、厳しいセキュリティ基準を満たさなければならない。このため、国務省は非市民権所持者の国籍証明書を発行しないことを選択し、代わりにパスポートが非市民権所持者に発行される。発行されたパスポートは非市民権所持者の身分を証明するものである。 証明は、パスポートカードの表に「USA」の代わりに「U.S. National」（アメリカ国民）と記載されたり、パスポートに「The bearer is a United States National and not a United States citizen」（所有者は、アメリカ国民であるがアメリカ市民ではない。）と裏書きされる形で行われる。

### 二重国籍
米国の法律では、二重国籍を推進はしていないが、制度としては二重国籍が認められている。そのため、外国のパスポートを所持・使用することが許されている。しかし、米国市民は、米国を出入国する際、米国のパスポートを使用する必要があり、この義務は二重国籍の米国市民にも適用される。

### 申請
パスポートの発行には申請書が必要である。米国に引き渡される逃亡者がパスポート申請書に署名することを拒否した場合、領事は代理で署名することができる。
海外で作成された米国のパスポート申請は、米国大使館または領事館からパスポート・サービスに転送され、米国で処理される。出来上がったパスポートは、申請者に発行するため、大使館または領事館に送られる。緊急用パスポートは、大使館または領事館で発行される。通常の発行には約6～8週間必要とする。Haig v. Agee事件の判決により、大統領府は外交政策または国家安全保障上の理由により、いつでもパスポートを拒否または取り消すことができる。
米国のパスポートを申請できる場所には、郵便局や図書館などがある。

### フォーム
DS11 Standard（標準）
以下のいずれか1つに当てはまる場合、DS11 Standardフォームで申請ができる。
- 申請者が米国のパスポートを発行されたことがない。
- 申請者が16歳以上
- 前回のパスポート発行時、申請者は16歳未満であった。
- 申請者の最近の米国パスポートは15年以上前に発行されたものである。
- 申請者の最新の米国パスポートが紛失または盗難にあった場合。
- 申請者の米国パスポートが発行されてから申請者の名前が変更され、申請者が名前の変更を法的に証明できない場合。

DS-11フォームを使用するすべての申請者は、本人が自ら申請し、パスポートやパスポートカードの費用に加え、35ドルの追加手数料を支払う必要がある。また、性別変更後または性別変更中に初めてパスポートを申請する場合は、DS-11フォームを使用する必要がある。
DS82 Renewal（更新）
以下のすべてに当てはまる場合、DS82 Renewalフォームで申請ができる。
- 申請者の最新の米国パスポートが、破損しておらず、申請書と一緒に提出することができる。
- 申請者の最新の米国パスポートが、申請者が16歳以上の時に発行されている。
- 申請者の最新の米国パスポートが、過去15年以内に発行されている。
- 申請者の最新の米国パスポートが、申請者の現在の名前で発行された、もしくは申請者が名前の変更を合法的に証明できる。

DS82フォームには、渡航中の者が自分でフォームを郵送できることや、DS-11パスポート申請に伴う35ドルの手続き料を支払う必要がないことなどの利点がある。
DS64 Lost（紛失）
パスポートの紛失や盗難の場合、DS64に加えてDS11を提出する必要がある。
DS64の提出は、2冊目のパスポートの所持が後述のルールにより許可された場合に限る。

#### 2冊目のパスポート
国務省が許可した場合を除き、同じ種類の有効な米国のパスポートを2つ以上所持することはできない。
特定の種類の2つ目のパスポートを発行する必要がある状況としては、ビザ処理が長引く場合などがある。他には、イスラエルへの旅行を示すパスポートを持つ人の入国を拒否する国とイスラエルとの間の旅行など、安全やセキュリティの問題がある。いずれの場合も、発行された2冊目のパスポートの有効期間は、発行日から4年である。
米国のパスポートに加えて2つ目の身分証明書を必要とする者は、パスポートカードを持つことができる。このパスポートカードは、海外在住の市民が、パスポートの更新、滞在許可証の更新、ビザの申請などを行う際、つまり、パスポートを提示できないが、現地の法律で有効な身分証明書の携行が義務付けられている場合などに使用される。

### 必要書類
- 州内在住の有効な写真付き身分証明書
- 出生証明書または帰化証明書
- 2インチ x 2インチの証明写真

#### 証明写真
パスポート用写真の要件は非常に特殊である。国務省の公式写真ガイドラインはオンラインで確認できる。
- 2インチ×2インチ(5.1cm×5.1cm)
- 頭の高さ（頭髪の一番上からあごの下まで）が1 - 1+3⁄8インチ (25 - 35 mm)である。
- 目の高さが、写真の下から1+1⁄8 - 1+3⁄8インチ (29 - 35 mm)の間にある。
- 正面から見て、顔全体が写っており、目が開いていて、口が閉じていて、通常の表情である。
- 頭髪の一番上から肩までが写っている。
- 背景が白かオフホワイトである。
- 顔や背景に影がない。
- サングラスをかけていない（医学的に必要な場合を除く）[注 3]。
- 帽子や頭を覆うものがない（宗教上の目的がある場合を除く[注 4]）。
- 通常のコントラストと照明が使用されている。

### 手数料
申請手数料は、新規のパスポートを申請する場合と、パスポートを更新する場合で異なる。また、申請者の年齢によっても料金が異なる。

#### 歴史
1983年、国務省は従来の申請手数料10ドルでは費用が足りないと判断し、料金を10ドルから35ドルに引き上げ、新規パスポートの有効期限も5年から10年に変更した。この年まで、申請手数料は1932年以来、1ドルずつしか値上げされていなかった。
2010年に再び申請手数料の引き上げが行われ、新規パスポートは100ドルから135ドル（16歳未満は85ドルから105ドル）に、更新料は75ドルから110ドルに引き上げられた。 パスポートカードも大人55ドル、子供40ドルになった 。 国務省は「領事業務の必要コストを徹底的に調査した結果、これらの料金やその他の料金を引き上げた。」と発表している 。

#### 新規申請
2018年現在、成人の新規申請には、パスポート1冊につき110ドル、パスポートカード1枚につき30ドルの料金が必要である。さらに、1回につき35ドルの手数料がかかるが、これは新規申請の場合のみで、更新の場合はかからない。1回の申請でパスポートとパスポートカードを同時に申請した場合は、1回分の手数料のみ払えば良い。
すべての未成年の申請者は、16歳になるまで新規申請とみなされる。未成年の申請者は、パスポートの申請料80ドルとパスポート・カードの申請料15ドルを支払う。手数料は1回の申請につき35ドルである。

#### 更新申請
成人がパスポートの更新を希望する場合、パスポートは110ドル、パスポートカードは30ドルで、有効期限から5年以内に更新することができる。16歳未満の未成年者のパスポートは更新することができない。

#### 更新の特別措置
すでにパスポートを所持している者が、追加でパスポートカードを希望する場合（またはその逆の場合）、市民権を証明するものとして有効なパスポートまたはパスポートカードを提出し、更新を申請することで35ドルの手数料を支払う必要がなくなる。ただし、パスポートまたはパスポートカードを所持している者が、手続きの間、有効なパスポートを手放すことができない、または手放す意思がない場合は、米国の出生証明書や帰化証明書など、他の市民権の証拠を提出し、新規申請として、手数料を支払い、この方法で申請する理由を説明した書面を提出して申請することができる。

#### 追加料金
- 年齢に関係なく、申請者が迅速な処理を希望する場合、60ドルの迅速化料金が必要である。この処理を施設で申請する場合、2～3週間で発行される。また、渡航後14日以内にパスポート代理店で申請する場合も、同様の料金が必要になる[92]。
- 17.56ドルの追加料金を支払うことで、申請書の処理が終了した際に夜間郵便での返却を受けることができるようになる[93]。この料金は、申請時に申請料金と一緒に支払うか、後からNational Passport Information Centerに電話して追加することができる。ただし、郵送による返却が可能なのは、パスポートに限られ、パスポートカードは夜間郵送できない[93]。
- 2016年1月1日以降、パスポートはページを追加することができなくなった。パスポートを新規申請する際、申請者は28ページまたは52ページのパスポートを申請することができ、52ページのパスポートを取得するための追加費用はない[94]。

## パスポートの準備期間
米国国務省のガイドラインによると、書類の確認と新しいパスポートの作成に8～11週間かかる。パスポートの作成状況は、国務省の公式ホームページで確認することができる。

### アプリケーションの状態
アプリケーションの状態には、次のステップがある。
Not available.　一般的には、アプリケーションがまだ途中であることを意味する。書類はまだ郵送中、支払いは処理中。到着済み」ステータスは、申請書が郵便局にあることを意味する。
In Process.　申請書は審査中。
Approved.　申請書の審査が終了し、パスポートの印刷が行われている。
Mailed. パスポートは申請書に記入された住所に送付された。受取人にトラッキングナンバーが送られた。出生証明書や以前のパスポートは、新しいパスポートとは別に届く。

## 種類

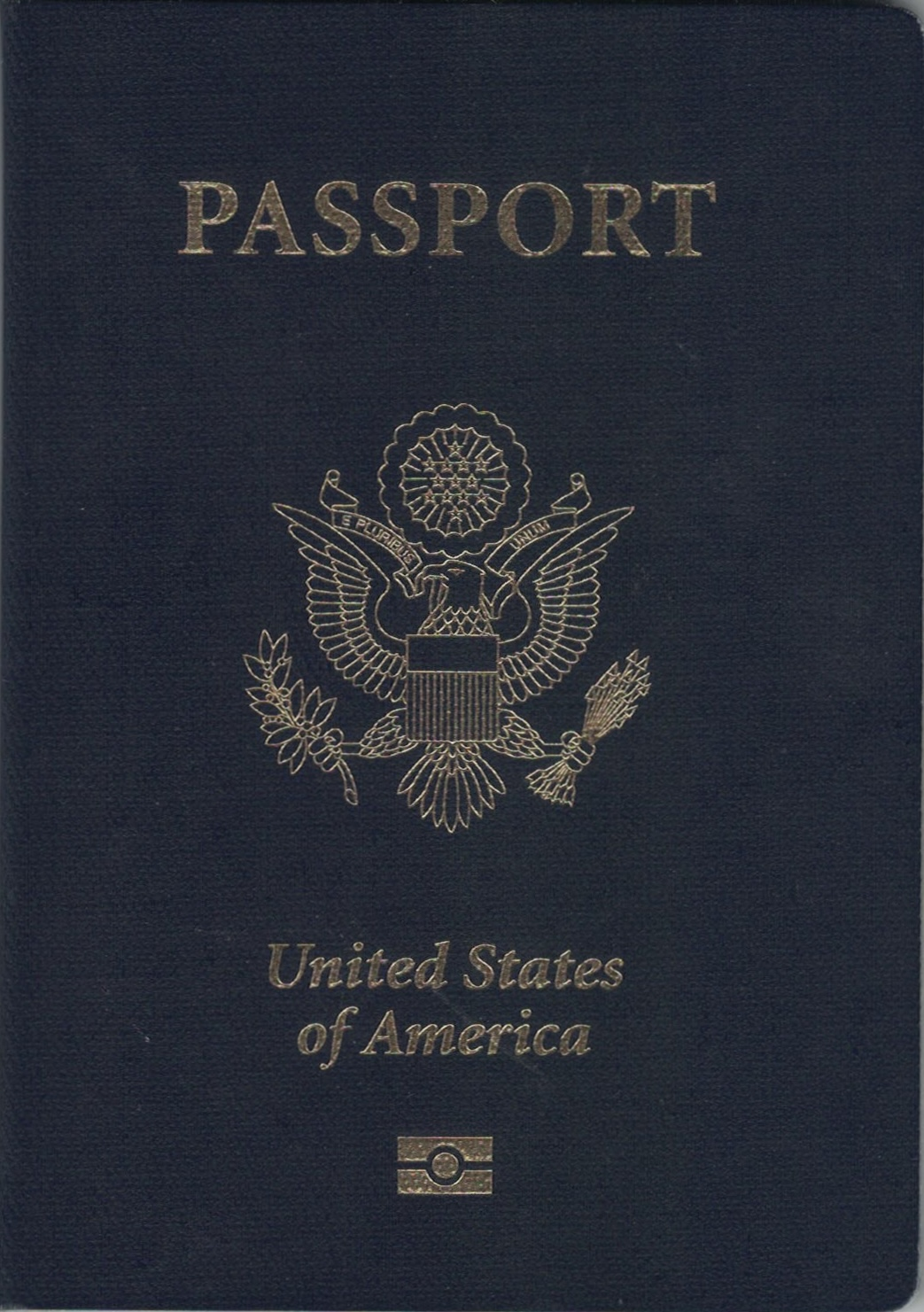
通常のバイオメトリック・パスポートの表紙

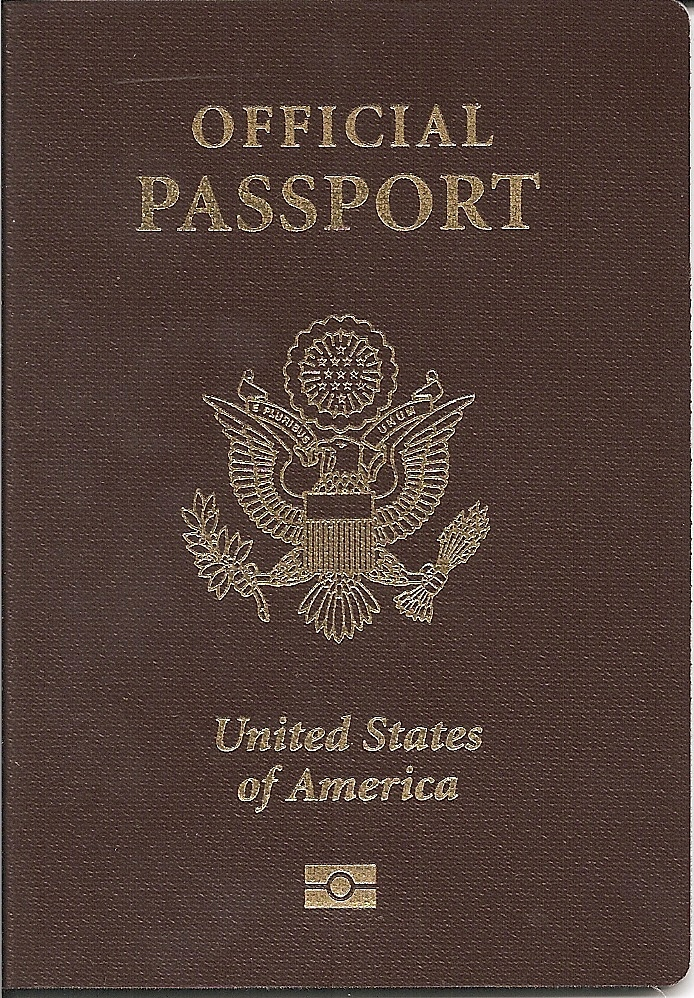
公用のバイオメトリック・パスポートの表紙

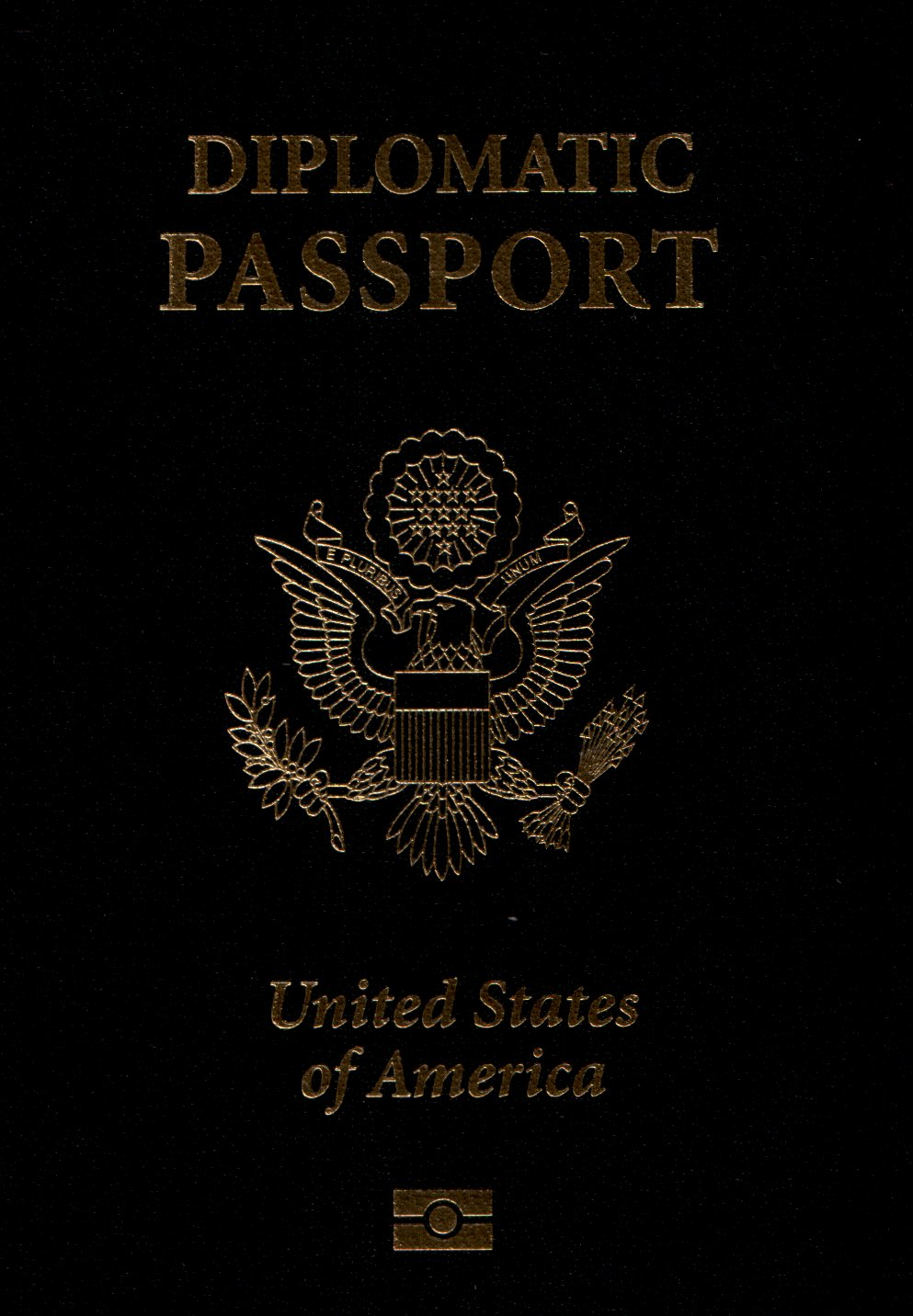
外交パスポートの表紙

通常 (ダークブルー)すべての国民および市民に発行可能。
有効期間、16歳以上：発行日から10年、15歳以下：発行日から5年
通常のパスポートの一種である、無手数料パスポートが存在する。これは、特定のカテゴリーに属する国民が特定の目的のために発行されるもので、例として、アメリカの船員がアメリカ船籍の船舶に乗船して職務に関連した旅行をする場合などに利用される。
無手数料パスポートには、特定の目的以外での使用を禁止する裏書きがある。
サービス (グレー)米国政府との契約に基づき、海外に渡航する特定の非対人契約者に発行され、所有者が「米国政府を支援する業務を遂行するために渡航している」ことを証明すると同時に、渡航者が外交・公用パスポートを正当化できないような米国政府とのより希薄な関係にあることを示す。
有効期間、発行日から5年
公用 (マルーン)永住または一時的に海外に赴任する米国市民の従業員とその扶養家族、および公務で海外に赴く一部の国会議員に発行される。海外に派遣された米軍関係者などにも発行される。
有効期間、発行日から5年
外交 (黒)海外に派遣されている米国の外交官とその扶養家族、米国に居住しながら外交業務のために海外に渡航する市民、米国大統領、次期大統領、副大統領、次期副大統領、および元大統領と元副大統領に発行される。最高裁判所長官、最高裁判所陪席判事、現職閣僚、元国務長官・副長官、司法長官・副司法長官、一部の国会議員、引退したキャリア大使も外交パスポートを取得することができる。
有効期間、発行日から5年
難民渡航文書 (青緑)パスポートではないが、難民や亡命者として認められた外国人に発行される
再入国許可証 (青緑)表紙には、Travel Documentと記載されている。パスポートではないが、パスポートの代わりに永住外国人に発行されるもの。再入国許可証は、無国籍者や海外旅行のためのパスポートを取得できない永住外国人、またはパスポートでは行けない国を訪問したい永住外国人が使用することもできる。
有効期間、発行日から2年。
緊急海外にいる市民が、家族の死や葬儀が迫っている場合、海外でパスポートを紛失または盗難にあった場合、その他同様の状況にある場合など、緊急の状況で発行される。緊急パスポートは、正規のパスポートと交換することができる。
有効期間、発行日から1年
パスポートカードパスポートではないが、カナダ、メキシコ、カリブ、バミューダとの陸路および海路の国境を越えるために米国政府が発行する小型のIDカード。このカードは、空路では有効ではない。通常のパスポートに加えて、パスポートカードを所持することも可能である。これらのIDカードは、西半球渡航イニシアチブおよびReal IDに準拠しており、内部のRFIDチップにデジタル署名された生体認証データが搭載されており、米国への陸路または海路の出入国港で読み取ることができる。有効期間、16歳以上：10年、16歳未満の未成年者：5年

## レイアウト

### フォーマット
表紙には、中央に米国の国章（Great Seal）が描かれている。PASSPORTがGreat Sealの上に印字され、United States of Americaがその下に印字されている。
公用パスポートには、PASSPORTの上にOFFICIALという文字が印字されている。OFFICIALは、PASSPORTよりもやや小さい。
外交パスポートには、PASSPORTの上にDIPLOMATICという文字が印字されている。DIPLOMATICは、PASSPORTよりもやや小さい。
難民渡航文書と再入国許可証には、Great Sealの代わりに、国土安全保障省のシールが貼られている。シールの上にはTRAVEL DOCUMENTの文字が印字され、シールの下には、Issued by U.S. Citizenship and Immigration Services（米国市民権・移民局発行）と印字されている。
1993年にデザインが変更された後、2007年にリニューアルされた。28ページのパスポートの中には13の言葉があり、ページの背景には愛国心をテーマにした画像が描かれている。
バイオメトリック・パスポートには、下部にバイオメトリック・パスポートのシンボル  が印字されている。バイオメトリック・パスポートのページ数は32ページである。頻繁に旅行する人は、追加費用なしで52ページのパスポートを申請することができる。以前は、追加のビザページをパスポートに追加することができたが、2016年1月1日から、セキュリティ上の理由からこのサービスは完全に廃止された。

### 個人情報ページ

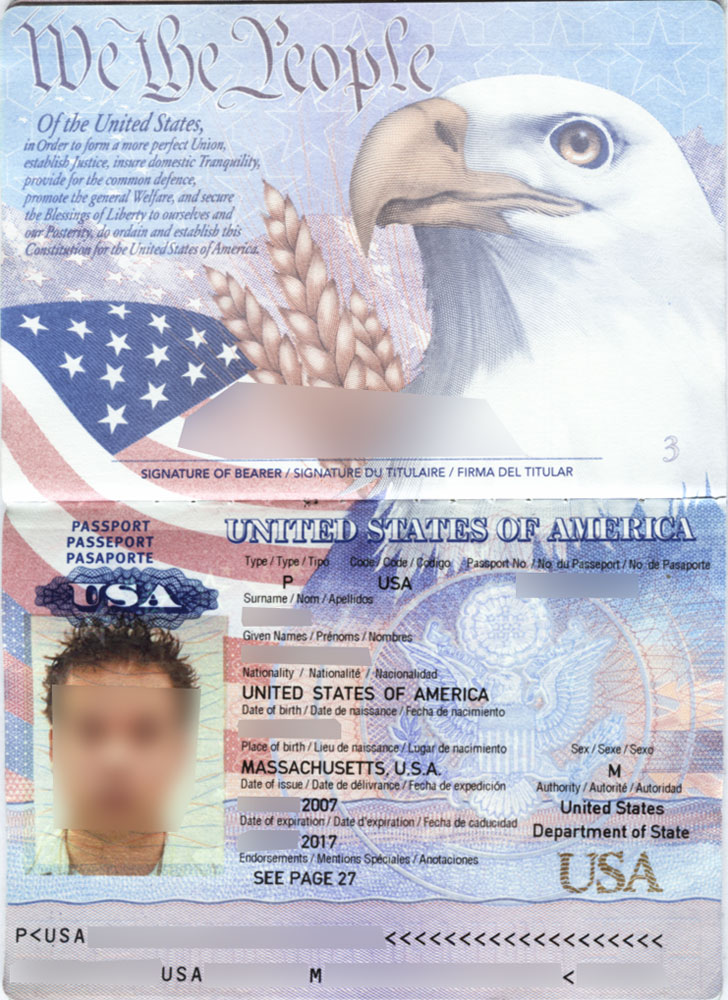
バイオメトリック・パスポートの個人情報ページ（2007 - 2021）

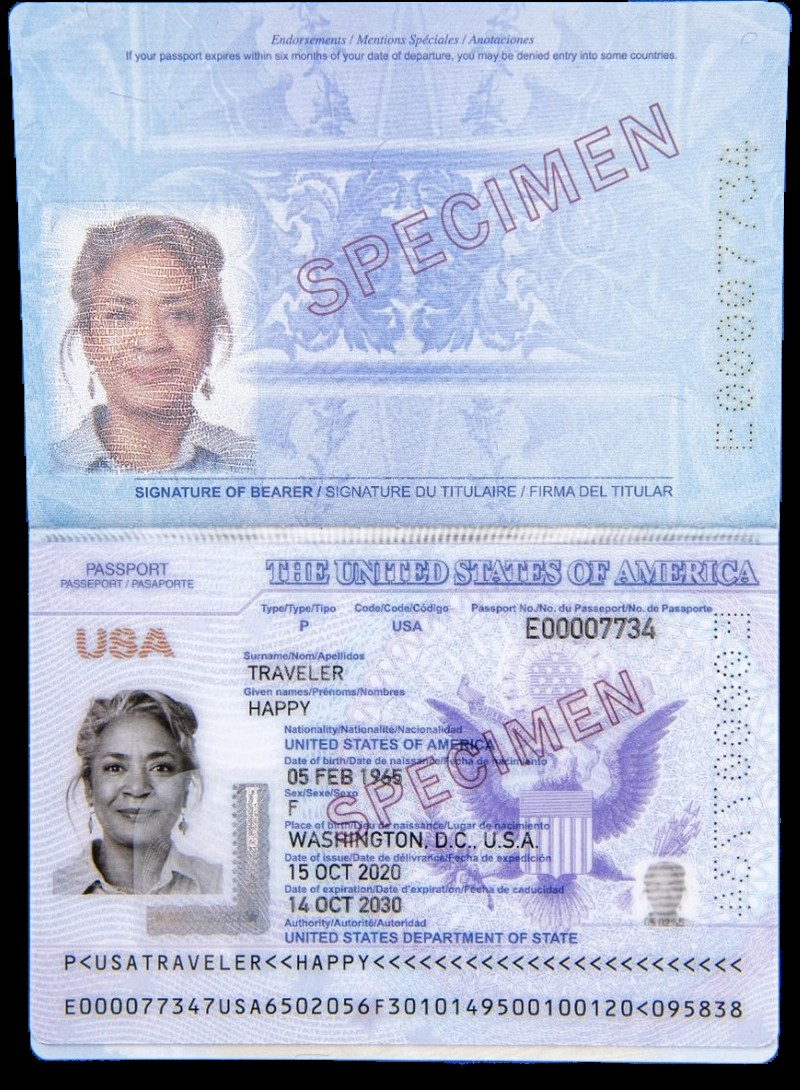
個人情報ページにプラスチック基材を用いた、次世代パスポート（2021 - 現在）

個人情報ページは、パスポート所有者に関する情報が記載されたページで、各パスポートに存在する。このページは、改ざんを防ぐために、唯一プラスチックでラミネート加工されている。ページには、視覚ゾーンと機械読取ゾーンがあり、視覚ゾーンには、デジタル化されたパスポート保持者の写真、パスポート及びその所有者に関する情報が記載されている。
- 写真 (幅: 2in, 高さ: 2in; 頭 (髪の毛の上部) までの高さ: 1.29in; 写真の下から目のラインまでの距離: 1.18in)[要出典]
- 種類（個人（Personal）を意味する P、サービス（Service）を意味する S 、外交（Diplomatic）を意味する D など）
- コード（発行国のコード、アメリカ合衆国の場合 USA ）
- パスポート番号
- 姓
- 名
- 国籍
- 出生年月日
- 出生地（米国で生まれた場合は州・地域名の後にU.S.A.と記載し、海外で生まれた場合は出生国名が記載される）
- 性別
- 発行日
- 有効期限
- 発行機関名
- 裏書き

機械読取ゾーンはページの下部にある。1行目は（P、D、Sのいずれか）<USA（所有者の姓）<<（所有者の名）（残りの空白を埋める角括弧(<)）であり、2行目は（パスポート番号 + 1 デジット）USA（生年月日 + 1 デジット + 性別 + 有効期限 + 10 デジット）<（6 デジット）が記載される。両行とも、固定幅の大文字フォントで44文字となっており、1行目は44文字の制限を満たすのに空白を角括弧(<)で埋めている。
署名箇所には、所有者の署名用の行があり、パスポートは、所有者が黒または青のインクで署名箇所に署名するまで有効ではない。所有者が署名できない場合は、所有者に代わって法的権限を持つ代理人が署名しなければならない。
2021年6月、国務省は、パスポートに第三の性別を認めるプロセスを開始することを発表し、また、申請者が性別変更のために医学的証明書を提出する代わりに、パスポート申請時に男性または女性を自己選択できるようにすることを発表した。

#### 出生地
出生地は、1917年から導入された。パスポートに記載される出生地名の基準は、国務省が発行する「外務マニュアル」の第8巻に記載されている。パスポートに出生地を記載したくないという申請は受け入れられない。

#### 米国内での出生
アメリカ領バージン諸島とアメリカ領サモアを除く、米国およびその領土内の出生については、州または領土の名前の後に "U.S.A. "を記載する（例：ウィスコンシン州で生まれた場合 Wisconsin, U.S.A.）。ワシントン州およびコロンビア特別区で生まれた者には、出生地としてそれぞれWashington, U.S.A.またはWashington, D.C., U.S.A.と記載される。

#### 米国外での出生
米国外に出生地がある米国人の場合、国名または従属領域のみが記載される。国名は、出生地の領域を現在支配している国の現在の名称であるため、国名が変更されると記載される出生地名も変更される。例えば、1991年以前にソビエト連邦（併合が米国に認められていないバルト三国を含む）で生まれたアメリカ人の場合、出生地として構成国名が記載される（例：アルメニア・ソビエト社会主義共和国で生まれた場合Armenian Soviet Socialist Republic, Soviet UnionではなくArmenia）。他の例として、旧パナマ運河地帯で生まれたアメリカ人の場合、1979年10月1日以降に生まれた者は出生地としてPanamaが記載されるが、それ以前に生まれた者は出生地の都市名を指定することができる。米国外で生まれた市民は、国名に異議を唱えれば、出生地の都市や町をパスポートに記入することができる。ただし、出生地の指定を理由にビザや入国が他国に拒否された場合、国務省は通常の料金でパスポートの再発行を行い、その外国への入国を容易にすることはない。

##### 中国、台湾、香港/マカオ特別行政区
大中華地区で生まれた所有者の複雑な問題に対処するため、特別な規定が設けられている。一つの中国政策により、米国は中華人民共和国を中国の唯一の法的政府と認める一方で、台湾の地位は未確定であると考えている。よって、台湾で生まれた米国人は、出生地としてTaiwan、China、または出生地の都市名のいずれかを選択することが可能となっている。香港やマカオで生まれた米国人は、出生地をHong Kong SARまたはMacau SARとされるが、出生地のみを記載することはできない（例：SARを含まないHong KongまたはMacau）。チベットは中国の一部と認識されているため、チベットで生まれた者の出生地はChinaと表記され、出生地の都市のみを記載することが可能となっている。

##### イスラエルとパレスチナ自治区
イスラエルとパレスチナ自治区で生まれた者にも、特別な規定が設けられている。エルサレム（1948年の自治体境界線を使用）とゴラン高原以外で生まれた場合は、Israel、West Bank、Gaza Stripのいずれかを選択する。1948年以前に生まれた場合は、Palestineが使用される。ゴラン高原で生まれた場合は、生年月日にかかわらずSyriaが使用される。エルサレムの地位が法的に不明確であるため、1948年の自治体境界線内のエルサレムで生まれた場合は、生年月日に関係なくJerusalemが使用される。
2002年、米国議会は、エルサレムで生まれた者は出生国としてIsraelの記載を許可する法案を可決したが、ジョージ・W・ブッシュ大統領とバラク・オバマ大統領はこれを認めなかった。
2013年7月23日、合衆国控訴裁判所は、2002年の法案を無効とし、2015年6月8日、合衆国最高裁判所はその決定を支持した。
2020年10月、国務省は方針を変更し、エルサレムで生まれた者は、出生地としてJerusalemまたはIsraelのいずれかを選択することが認められると発表した。
いずれの場合も、標準的な呼称の代わりに出生地の市区町村名を使用することも可能である。

#### 海上もしくは上空での出生
飛行機や船に乗って生まれ、どの国も主権を持たない地域（国際水域またはその上）で出生したアメリカ人の場合、出生地は必要に応じて "in air "または "at sea "と記載される。

### 保護要請文
多くの国のパスポートには、名目上、パスポートの発行を担当する官僚（例：国務長官、外務大臣）から他国の当局に宛てた保護要請文が記載されている。この要請文は、所有者が発行国の国民であることを示し、相手国への入国と通過が許可されることを要請し、さらに必要な場合には国際規範に沿った援助を受けることを要請している。アメリカのパスポートでは、要請文が英語、フランス語、スペイン語で記載されている。
英語
The Secretary of State of the United States of America hereby requests all whom it may concern to permit the citizen/national of the United States named herein to pass without delay or hindrance and in case of need to give all lawful aid and protection.
フランス語
Le Secrétaire d'État des États-Unis d'Amérique prie par les présentes toutes autorités compétentes de laisser passer le citoyen ou ressortissant des États-Unis titulaire du présent passeport, sans délai ni difficulté et, en cas de besoin, de lui accorder toute aide et protection légitimes.
スペイン語
El Secretario de Estado de los Estados Unidos de América por el presente solicita a las autoridades competentes permitir el paso del ciudadano o nacional de los Estados Unidos aquí nombrado, sin demora ni dificultades, y en caso de necesidad, prestarle toda la ayuda y protección lícitas.
日本語（訳）
米国国務長官は、本旅券の所有者であるアメリカ合衆国の市民/国民が遅滞なく、また妨げられることなく通過することを許可し、かつ、同人に必要なあらゆる法的援助や保護を与えられるよう、関係の諸官に要請する。
スウェインズ島を含むアメリカ領サモアで生まれた者の中には、アメリカ国民であっても市民権を持たない者がいるため、メッセージの中ではcitizen/national（市民/国民）という言葉とそれに相当する言葉（「citoyen ou ressortissant」、「ciudadano o nacional」）が使われている。
「Le Secrétaire d'État」や「El Secretario de Estado」という男性形の屈折が、発行時の国務長官の性別にかかわらず、すべてのパスポートで使用されている。

### 性犯罪者
2017年11月、性犯罪者の海外渡航に関する国際メーガン法に基づき、国務省は、過去に未成年者に対する性犯罪で有罪判決を受けた米国市民のパスポートに、「The bearer was convicted of a sex offense against a minor, and is a covered sex offender according to [U.S. law]」（所有者は、未成年者に対する性犯罪で有罪判決を受けており、米国の法律に基づく対象性犯罪者である。）という文言を裏書きすることを発表した。

## 言語
1920年に開催された国際連盟の会議では、パスポートは歴史的に外交言語であるフランス語ともう1つの言語で書かれることが推奨されていた。
アメリカのパスポートには、1920年以降事実上の国語である英語が使われ、スペイン語が第二次クリントン政権時代に追加された。
個人情報ページの項目名、要請文、2ページ目のビザ取得に関する注意、裏書きページなどの表記は、英語、フランス語、スペイン語で印刷されている。

## バイオメトリック・パスポート
バイオメトリック・パスポートの法的根拠となっているのは、2002年に制定された「Enhanced Border Security and Visa Entry Reform Act」であり、ICカードによるIDカードをビザの代わりに使用できるとしている。また同法は、米国に渡航する外国人が、ビザ免除プログラムによりビザなし入国しようとする場合、国際基準に準拠した機械読み取り式のパスポートを携行しなければならないと規定している。ビザ免除プログラムでは、入国時に使用する外国のパスポートが2006年10月26日以降に発行されたものである場合、そのパスポートはバイオメトリック・パスポートでなければならないとしている。
パスポートの裏表紙にある電子チップには、パスポート保持者の顔写真、パスポートデータ、パスポート保持者の個人データが保存されており、さらにその他のデータを保存する容量がある。RFIDチップの容量は64キロバイトで、将来的に指紋や虹彩などの生体認証情報を追加して保存するのに十分な大きさである。チップ内のデータは、 ICAO公開鍵ディレクトリ（ICAO PKD）が米国国務省に発行したRSA-2048で署名されている。すべてのデータは、改ざんされていないものでなければならず、改ざんされていることが発覚した場合署名は無効となる。
チップ内のデータは、電子リーダーによってスキャン可能であり、これは入国審査の効率化を目的とした機能である。このデータは、署名とともに、有効か無効かが検証される。有料道路用チップなどと同様に、パスポートチップのデータは、パスポートチップがリーダーに隣接しているときのみ読み取ることができる。パスポートの表紙には、金網状の高周波シールドが施されており、データを読み取るためには表紙を開けなければならない。このシールドにより、表紙がファラデーケージの役割を果たしている。
国務省は、BAC（Basic Access Control）というセキュリティプロトコルにより、券面の記載情報も同時に入力しないと、データにアクセスすることはできないようになっているとしている。
プライバシー擁護派は、パスポートが開いているときにはBACとシールド・カバーは効果がなく、ホテル、銀行、インターネット・カフェなどの公共の場所で検査のためにパスポートを開かなければならないことがあり、このとき開いたパスポートは、パスポート所持者の動きを追跡している政府機関やIDの窃盗を目論む犯罪者などがチップ・データを読み取ることが可能であるとしている。

## ビザの要件

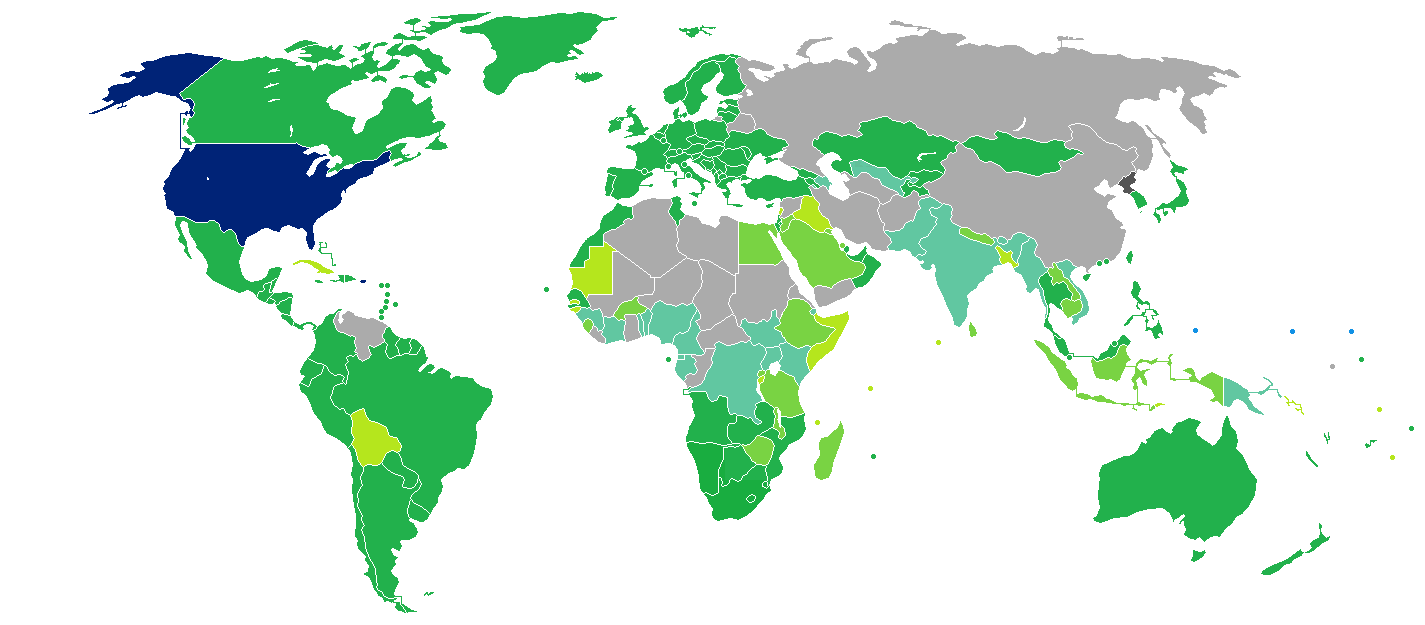
通常のアメリカ合衆国旅券の所有者に対するアメリカ合衆国国民の査証要件
アメリカ合衆国
ビザ免除
到着時にビザ取得
電子ビザ(eVisa)
到着時またはオンラインでビザ取得可能
ビザが必要
米国連邦政府によって渡航が禁止されている

アメリカ合衆国国民に対するビザとは、他国の当局が米国市民に課す行政上の入国制限のことである。2020年1月11日現在、米国のパスポート所有者は、184の国と地域をビザなし、または到着時にビザを取得して渡航することができ、Henley Passport Indexによると、旅行の自由度の点で世界第8位（ベルギー、ギリシャ、ノルウェー、イギリスと同率）となっている。
さらに、Arton CapitalのPassport Indexでは、2019年1月17日時点で、米国のパスポートは、ビザなしのスコアが165で、旅行の自由度の点で世界第3位にランクされている（デンマーク、オランダ、フランス、フィンランド、イタリア、ルクセンブルグ、ノルウェー、シンガポール、韓国、スペイン、スウェーデンのパスポートと同率）。

## 統計
2015年時点（特に断りのない限り）での米国人による各国への渡航者数
| 国名                                                                                             | 渡航者数                |
| ------------------------------------------------------------------------------------------------ | ----------------------- |
| アメリカ領サモア                                                                                 | 17,560                  |
| アンゴラ                                                                                         | 17,259                  |
| アンギラ                                                                                         | 44,983                  |
| 南極                                                                                             | 14,893                  |
| アンティグア・バーブーダ                                                                         | 96,347                  |
| アルバ                                                                                           | 576,793                 |
| オーストラリア                                                                                   | 781,000                 |
| オーストリア                                                                                     | 702,900                 |
| アゼルバイジャン                                                                                 | 15,178                  |
| バハマ                                                                                           | 1,159,259               |
| バルバドス                                                                                       | 168,945                 |
| ベルギー                                                                                         | 299,907                 |
| ベリーズ                                                                                         | 254,544                 |
| バミューダ諸島                                                                                   | 551,976                 |
| ブータン                                                                                         | 9,220                   |
| ボリビア                                                                                         | 58,403                  |
| ボスニア・ヘルツェゴビナ                                                                         | 25,926                  |
| ボツワナ                                                                                         | 49,451                  |
| ブラジル                                                                                         | 475,232                 |
| イギリス領ヴァージン諸島                                                                         | 442,434                 |
| ブルガリア                                                                                       | 90,963                  |
| ブルキナファソ                                                                                   | 5,611                   |
| カンボジア                                                                                       | 238,658                 |
| カメルーン                                                                                       | 13,280                  |
| カナダ                                                                                           | 24,335,415              |
| カーボベルデ                                                                                     | 4,282                   |
| ボネール、シント・ユースタティウスおよびサバ: - ボネール島 - サバ島 - シント・ユースタティウス島 | 5,900 2,000 2,700 1,200 |
| ケイマン諸島                                                                                     | 340,955                 |
| チリ                                                                                             | 211,718                 |
| 中国                                                                                             | 2,312,900               |
| コロンビア                                                                                       | 529,013                 |
| コンゴ共和国                                                                                     | 5,352                   |
| クック諸島                                                                                       | 8,372                   |
| コスタリカ                                                                                       | 1,199,241               |
| クロアチア                                                                                       | 451,947                 |
| キューバ                                                                                         | 91,254                  |
| キュラソー島                                                                                     | 59,714                  |
| キプロス                                                                                         | 25,388                  |
| チェコ                                                                                           | 539,023                 |
| ドミニカ国                                                                                       | 17,773                  |
| ドミニカ共和国                                                                                   | 2,073,963               |
| エクアドル                                                                                       | 259,406                 |
| エルサルバドル                                                                                   | 447,628                 |
| エストニア                                                                                       | 38,381                  |
| フィジー                                                                                         | 81,198                  |
| フィンランド                                                                                     | 124,997                 |
| フランス                                                                                         | 3,622,362               |
| フランス領ポリネシア                                                                             | 51,095                  |
| ガンビア                                                                                         | 4,058                   |
| ジョージア                                                                                       | 42,645                  |
| ドイツ                                                                                           | 2,558,495               |
| ギリシャ                                                                                         | 750,250                 |
| グリーンランド                                                                                   | 2,767                   |
| グレナダ                                                                                         | 67,250                  |
| グアム                                                                                           | 77,058                  |
| グアテマラ                                                                                       | 447,140                 |
| ガイアナ                                                                                         | 82,966                  |
| ハイチ                                                                                           | 266,793                 |
| 香港                                                                                             | 1,215,629               |
| ハンガリー                                                                                       | 275,314                 |
| アイスランド                                                                                     | 576,403                 |
| インドネシア                                                                                     | 316,782                 |
| インド                                                                                           | 1,376,919               |
| アイルランド                                                                                     | 1,294,000               |
| イスラエル                                                                                       | 778,600                 |
| イタリア                                                                                         | 3,567,000               |
| ジャマイカ                                                                                       | 1,509,963               |
| 日本                                                                                             | 1,375,000               |
| ヨルダン                                                                                         | 166,441                 |
| カザフスタン                                                                                     | 29,632                  |
| キリバス                                                                                         | 1,319                   |
| キルギス                                                                                         | 14,200                  |
| ラオス                                                                                           | 38,765                  |
| ラトビア                                                                                         | 44,760                  |
| レバノン                                                                                         | 154,095                 |
| レソト                                                                                           | 10,026                  |
| リトアニア                                                                                       | 35,300                  |
| ルクセンブルク                                                                                   | 32,144                  |
| マカオ                                                                                           | 186,378                 |
| マダガスカル                                                                                     | 4,165                   |
| マレーシア                                                                                       | 198,203                 |
| モルディブ                                                                                       | 39,180                  |
| マルタ                                                                                           | 35,758                  |
| マラウイ                                                                                         | 36,386                  |
| マリ                                                                                             | 4,479                   |
| マルティニーク                                                                                   | 6,463                   |
| マーシャル諸島                                                                                   | 1,546                   |
| モーリシャス                                                                                     | 9,655                   |
| メキシコ                                                                                         | 10,340,463              |
| ミクロネシア連邦                                                                                 | 6,906                   |
| モルドバ                                                                                         | 21,878                  |
| モンゴル                                                                                         | 16,684                  |
| モンテネグロ                                                                                     | 18,874                  |
| モントセラト                                                                                     | 1,665                   |
| ミャンマー                                                                                       | 76,502                  |
| ナミビア                                                                                         | 26,339                  |
| ネパール                                                                                         | 42,687                  |
| オランダ                                                                                         | 1,450,000               |
| ニューカレドニア                                                                                 | 639                     |
| ニュージーランド                                                                                 | 330,128                 |
| ニウエ                                                                                           | 239                     |
| ニカラグア                                                                                       | 288,538                 |
| 北マケドニア共和国                                                                               | 11,495                  |
| 北マリアナ諸島                                                                                   | 8,528                   |
| オマーン                                                                                         | 58,598                  |
| パキスタン                                                                                       | 73,129                  |
| パラオ                                                                                           | 7,546                   |
| パナマ                                                                                           | 338,590                 |
| パプアニューギニア                                                                               | 12,181                  |
| パラグアイ                                                                                       | 19,479                  |
| ペルー                                                                                           | 598,685                 |
| フィリピン                                                                                       | 957,813                 |
| ポーランド                                                                                       | 474,100                 |
| カタール                                                                                         | 101,144                 |
| ルーマニア                                                                                       | 175,667                 |
| ロシア                                                                                           | 293,011                 |
| サントメ・プリンシペ                                                                             | 154                     |
| セントルシア                                                                                     | 152,738                 |
| セントビンセント・グレナディーン                                                                 | 22,324                  |
| サモア                                                                                           | 10,177                  |
| セルビア                                                                                         | 34,169                  |
| セーシェル                                                                                       | 6,038                   |
| シンガポール                                                                                     | 565,250                 |
| シント・マールテン                                                                               | 236,379                 |
| スロバキア                                                                                       | 45,670                  |
| スロベニア                                                                                       | 95,863                  |
| ソロモン諸島                                                                                     | 1,623                   |
| 南アフリカ                                                                                       | 297,226                 |
| 韓国                                                                                             | 868,881                 |
| スペイン                                                                                         | 2,650,068               |
| スリランカ                                                                                       | 57,479                  |
| スリナム                                                                                         | 6,827                   |
| スワジランド                                                                                     | 18,014                  |
| 台湾                                                                                             | 577,628                 |
| タンザニア                                                                                       | 86,860                  |
| タイ                                                                                             | 1,056,124               |
| 東ティモール                                                                                     | 2,557                   |
| トンガ                                                                                           | 8,761                   |
| トリニダード・トバゴ                                                                             | 161,539                 |
| チュニジア                                                                                       | 13,896                  |
| トルコ                                                                                           | 329,257                 |
| タークス・カイコス諸島                                                                           | 315,247                 |
| ツバル                                                                                           | 138                     |
| ウガンダ                                                                                         | 57,959                  |
| ウクライナ                                                                                       | 153,778                 |
| アラブ首長国連邦                                                                                 | 633,000                 |
| イギリス                                                                                         | 3,308,000               |
| ウズベキスタン                                                                                   | 1,200                   |
| バヌアツ                                                                                         | 3,016                   |
| ベネズエラ                                                                                       | 70,457                  |
| ベトナム                                                                                         | 614,117                 |
| ザンビア                                                                                         | 38,496                  |
| ジンバブエ                                                                                       | 66,577                  |

1. 1 2 3 4 5 6 7 8 9 10 11 12 13 14 15 16 17 18 19 20 21 22 23 24 25 26 27 28 29 30 31 32 33  2016年時点
2. 1 2 3 4 5 6 7 8 9 10 11 12 13 14 15 16 17 18 19 20 21 22 23 24 25 26 27 28 29 30 31 32 33 34 35 36 37 38 39 40 41 42 43 44 45 46 47 48 49 50 51 52 53 54 55 56 57 58 59 60 61 62 63 64 65 66 67 68 69 70 71 72 73 74 75 76 77 78 79 80  2017年時点
3. 1 2 3 4 5 6 7  2014年時点
4. 1 2 3 4 5 6 7 8 9 10 11 12 13 14 15 16  観光客向け宿泊施設の宿泊者のみ
5. 1 2 3  2013年時点
6. 1 2 3 4  空路での到着のみ
7. 1 2  2012年時点
8. ↑  日帰りの場合を除く
9. 1 2 3 4  2010年時点
10. ↑  2007年時点
11. ↑  2009年時点
12. ↑  2005年時点
13. ↑  空路での到着のみ
14. 1 2  2015年時点

## 過去に発行されたパスポートの画像

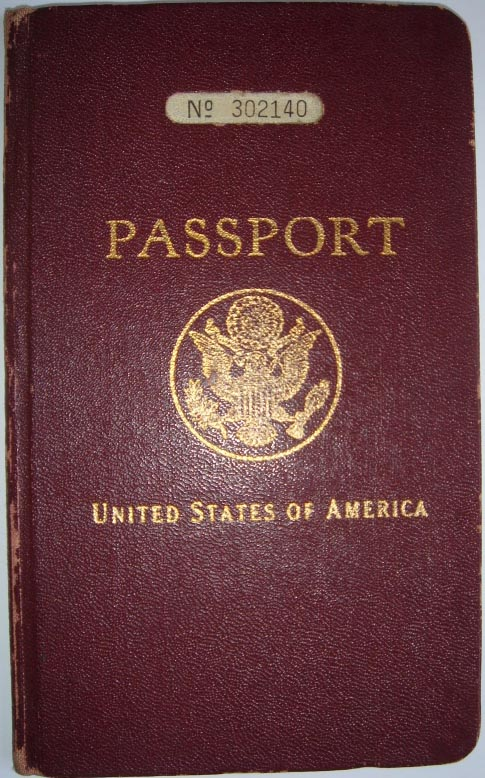
1930年発行のパスポート
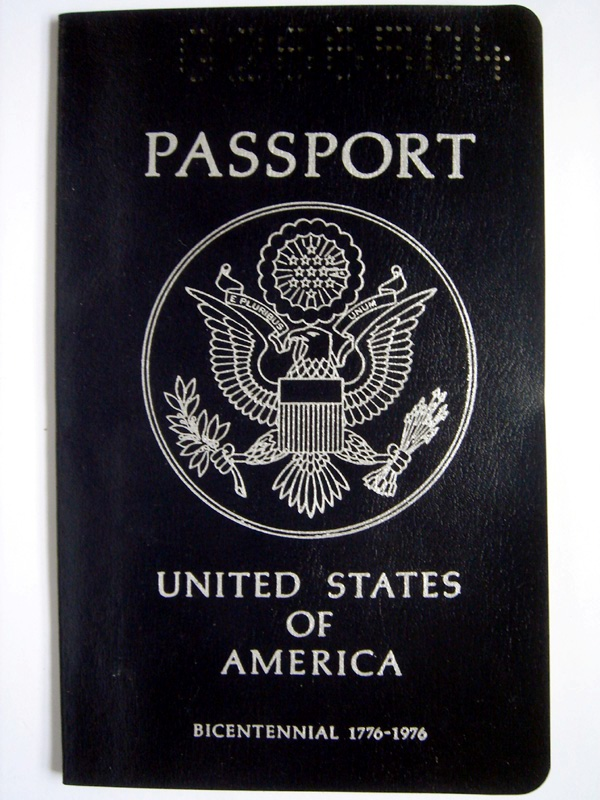
1976年の200周年記念に発行された青色のパスポート
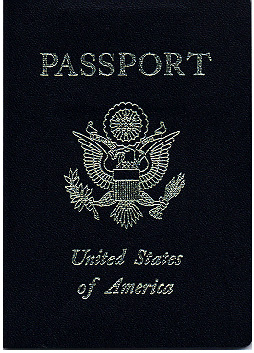
2007年8月以前に発行されたバイオメトリック・パスポートではないパスポート